# Треневурт
Треневурт (њем. Trennewurth) општина је у њемачкој савезној држави Шлезвиг-Холштајн. Једно је од 115 општинских средишта округа Дитмаршен. Према процјени из 2010. у општини је живјело 260 становника. Посједује регионалну шифру (AGS) 1051118.

## Географски и демографски подаци
Треневурт се налази у савезној држави Шлезвиг-Холштајн у округу Дитмаршен. Општина се налази на надморској висини од 2 метра. Површина општине износи 7,8 km². У самом мјесту је, према процјени из 2010. године, живјело 260 становника. Просјечна густина становништва износи 33 становника/km².